# Il cavaliere pazzo e altre poesie
(G. K. Chesterton, Dal bambino non-nato, vv. 21-24, traduzione di Giulio Mainardi)
Il cavaliere pazzo e altre poesie (The Wild Knight and Other Poems) è una raccolta di poesie di G. K. Chesterton, pubblicata per la prima volta nel 1900.
Il libro fu composto selezionando i componimenti secondo una prospettiva di unità di spirito piuttosto che secondo un ordine cronologico o critico; molte di esse sono poesie giovanili.
Nell'introduzione l'autore dichiara di notare ora molti errori nei suoi versi giovanili, ma di non poterli prendere tanto sul serio da doverli alterare. Più in dettaglio, dal punto di vista dei contenuti, spiega di aver maturato idee differenti riguardo al caso Dreyfus (di cui tratta A una certa nazione) e alle condizioni di fratellanza tra Inghilterra e Stati Uniti, per via dell'ascendenza comune in nome della fantomatica razza anglosassone (di cui si parla in Un'alleanza).

## Il cavaliere pazzo
La raccolta prende il titolo da Il cavaliere pazzo, una poesia seguita da un dramma in versi, in un'unica scena. La poesia introduce l'omonimo personaggio, un anziano folle alla ricerca di Dio, ed è narrata dal suo punto di vista. Il dramma si apre invece con il capitano Piumarossa, che si innamora di donna Oliva e intende proteggerla dalle vessazioni di Ormo, signore tirannico che vorrebbe prenderla come amante. Alla vicenda prenderà poi parte il Cavaliere pazzo, che sarà ucciso da Ormo; questi, a sua volta, cadrà in un duello contro Piumarossa.